# KGOU
KGOU („Local Public Radio“) ist eine Public-Radio-Station in Norman, Oklahoma. Sie sendet ein 24 Stunden Nachrichten- und Musikprogramm mit einem Schwerpunkt auf Blues und Jazz. KGOU ist lizenziert auf die University of Oklahoma und operiert als „UO Outreach“.
Die Station ist nach Klasse A als „Non-Commercial FM Station“ lizenziert und sendet mit 6 kW auf UKW 106,3 MHz.

## Geschichte
KGOU wurde auf Beschluss des Direction of the Board of Regents der University of Oklahoma 1983 als Public-Radio-Station gegründet. 1988 wurde der Sender auf das College of Continuing Education (UO Outreach) ausgegliedert. Ziel war es mittels des Radioprogramms das lebenslange Lernen zu unterstützen. Weil die Station nur für eine sehr schwache Sendeleistung lizenziert worden war, beantragte die UO Mitte der 1980er Jahre eine zweite Lizenz für Oklahoma City. Die Federal Communications Commission erteilte schließlich 1990 eine Genehmigung für den Bau von KROU, sodass der stärkere Sender 1993 von KROU mit dem gemeinsamen Programm auf Sendung ging.
2015 gewann der KGOU Beitrag “The Complexities of Free Speech on a University Campus” den CBI National Student Production Award in der Kategorie Best Audio Podcast.